# Napájecí kolejnice

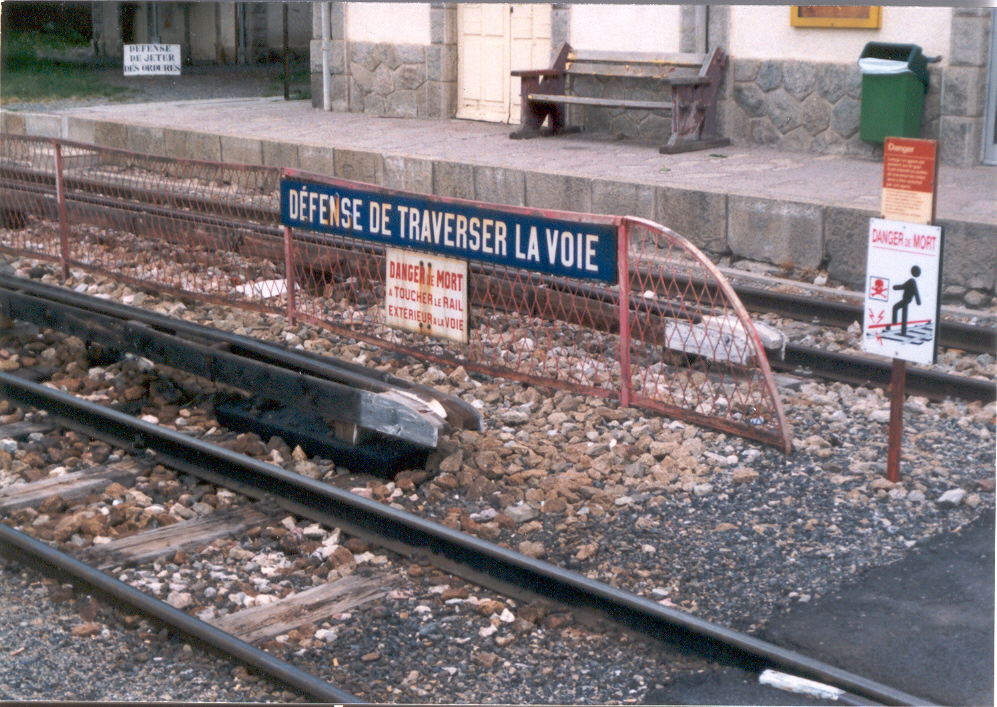
Napájecí kolejnice pro vrchní kontakt. Obrázek pochází z úzkokolejky na francouzské straně Pyrenejí – ze stanice La Cabanasse, rok 1997. Pozoruhodná jsou především bezpečnostní opatření k zabránění kontaktu osob s napájecí kolejnicí.

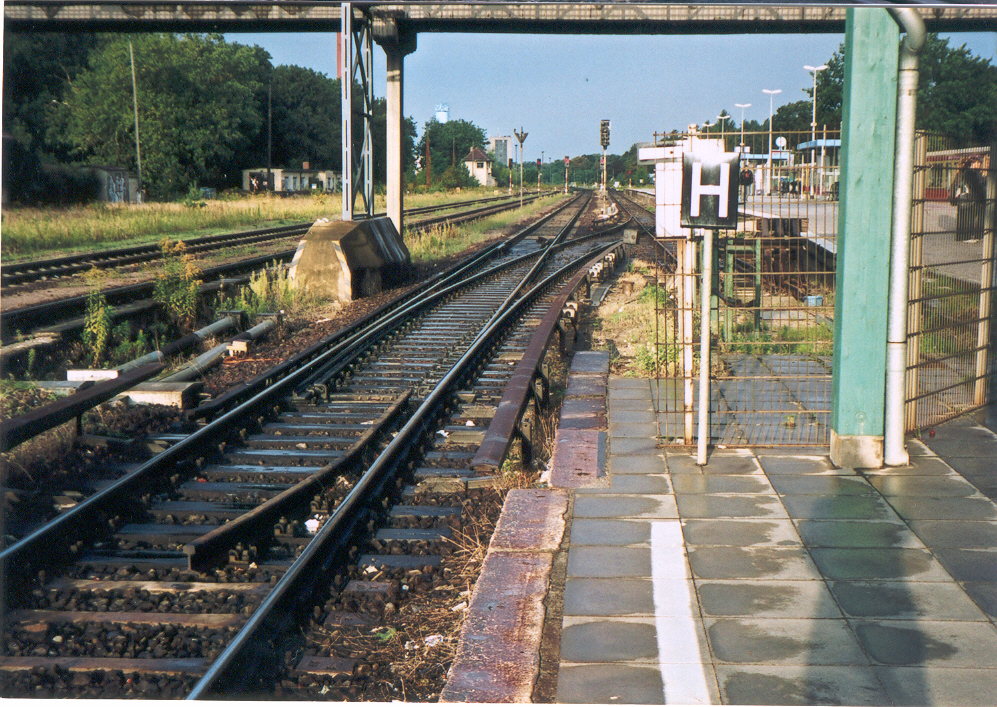
Napájecí kolejnice pro spodní kontakt – berlínský S-bahn – stanice Strausberg. Po prodloužení trasy do stanice Strausberg Nord projíždějí soupravy S-Bahnu, které pokračují do této stanice, ve stanici Strausberg odbočkou od nástupiště původní konečné kolem nástupiště pro klasické vlaky. Napájecí kolejnice začíná prakticky v úrovni konce nástupištní hrany a výhybkou je výjimečně vedena bez přerušení, neboť přímo S-Bahn nejezdí. Za pozornost stojí i mohutná ochrana pilíře v pozadí proti vykolejeným vozidlům - beton, naváděcí a přídržné kolejnice

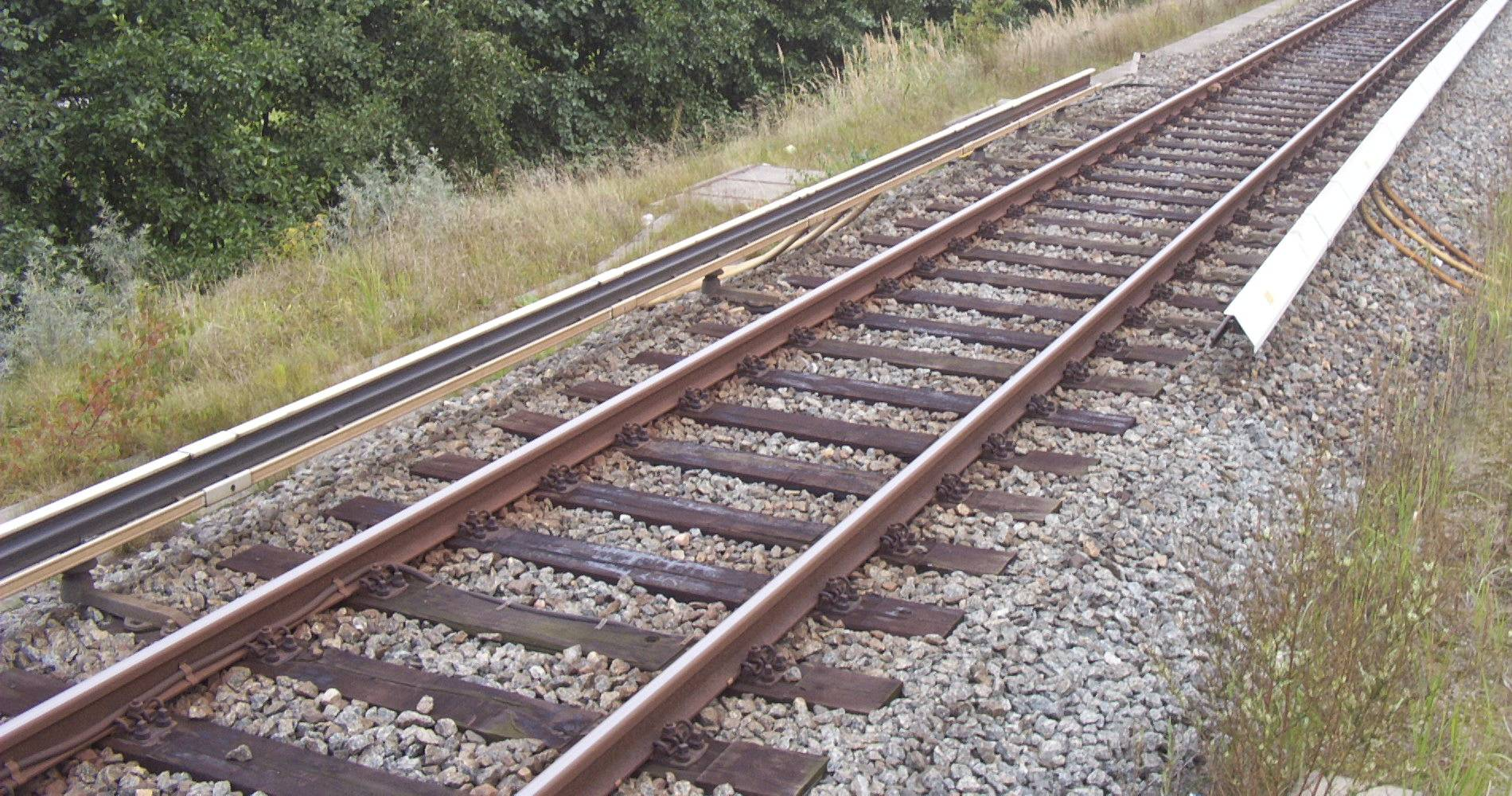
Napájecí kolejnice pro boční kontakt – S-bahn Hamburk

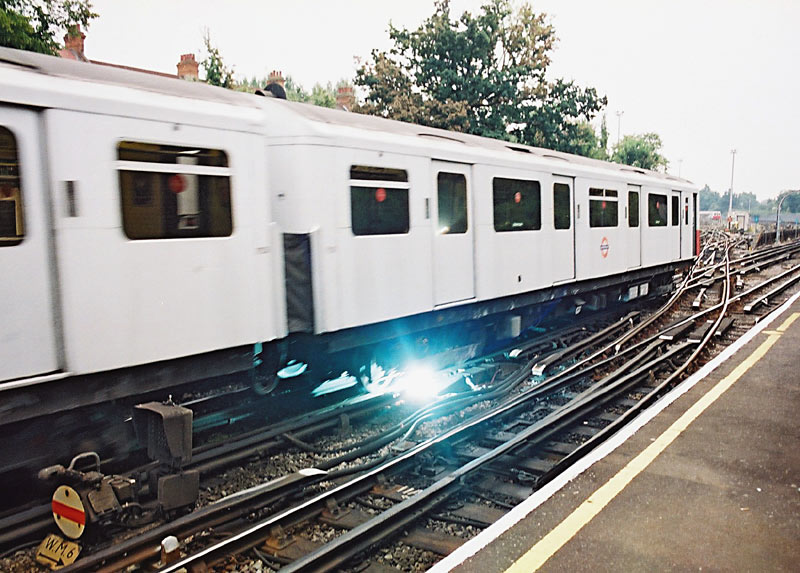
Napájení londýnského metra pomocí 3. a 4. kolejnice

Napájecí kolejnice také postranní kolejnice, třetí kolejnice nebo přívodní kolejnice je elektricky izolovaná kolejnice umístěná v malé výšce podél koleje. Obvykle bývá připevněna pomocí izolátorů a stojin k pražcům. Slouží k napájení vozidel elektrické trakce, především v provozech s vysokou hustotou dopravy a tím pádem i s vysokými nároky na trvanlivost a spolehlivost napájecího systému – v metru a v systémech městských a příměstských drah (S-Bahn). Maximální použité napětí je 1200 V (S-Bahn Hamburg), obvykle 600 – 750 V ss. Maximální rychlost vozidel při napájení třetí kolejnicí je uváděna 80 km/h, pouze v jihovýchodní Anglii 90 mph (145 km/h) a pro vlaky Eurostar dokonce 100 mph (161 km/h).
Kromě uvedených výhod přináší použití napájecí kolejnice i určitá omezení:
- nemožnost použití vysokého napětí
- z toho plynoucí poměrně velké proudy
- nutnost přerušení v místech výhybek, křižovatek a křížení s jinými komunikacemi
- zvýšené nebezpečí úrazu elektrickým proudem – nutnost zabránění vstupu nepovolaných osob i zvířat na trať

Z hlediska umístění kontaktní plochy rozlišujeme vrchní, spodní a boční odběr. Nejstarší a nejjednodušší je odběr vrchní, avšak zároveň představuje největší riziko z hlediska náhodného dotyku. Používá se například v celé jihovýchodní Anglii, v berlínském metru na malém profilu nebo v Pyrenejích na úzkorozchodné dráze Villefranche – La Tour de Carol. O něco bezpečnější je spodní odběr, kdy je svrchu přívodní kolejnice chráněna izolačním krytem. Tento způsob odběru používá i pražské metro. Boční odběr se užívá spíše výjimečně, například hamburský S-bahn, anebo berlínský S-bahn, ale ten jen na starších mostech, kde není dostatek místa pro umístění klasické přívodní kolejnice. Tomu jsou ovšem přizpůsobeny i sběrače.
Londýnské metro používá přívodní kolejnici pro oba póly, čtvrtá kolejnice je umístěna v ose koleje. Je to z historických technických důvodů – jednalo se o omezení bludných proudů. Tímto komplikovaným opatřením bylo na druhou stranu umožněno zcela oddělit zabezpečovací obvody a zavést permanentní kontrolu izolačního stavu vysokonapěťové části vozidel.